# Hasenberg (Overath)
Hasenberg ist ein Ortsteil von Overath im Rheinisch-Bergischen Kreis in Nordrhein-Westfalen, Deutschland.

## Lage und Beschreibung
Der kleine, durch Landwirtschaft geprägte Ortsteil Hasenberg befindet sich an der Grenze zum Rhein-Sieg-Kreis. Er ist über die Kreisstraße 34 zu erreichen (hier Eulenthaler Straße genannt) und den Weiler Kulhoven. Ortslagen in der Nähe sind  Weyerhof und Windhausen. Hasenberg ist Standort eines aufgelassenen Campingplatzes, dem zuweilen Schlagzeilen in regionalen Medien gelten. Auf dem Gelände sollen Wochenendhäuser entstehen.

## Geschichte
Hasenberg wurde im 13. Jahrhundert als Hauisberg und Haysberg urkundlich erwähnt.
Die Topographia Ducatus Montani des Erich Philipp Ploennies, Blatt Amt Steinbach, belegt, dass der Wohnplatz bereits 1715 eine Hofstelle besaß, die als Hasenberg beschriftet ist. Carl Friedrich von Wiebeking benennt die Hofschaft auf seiner Charte des Herzogthums Berg 1789 als Hasenberg. Aus ihr geht hervor, dass der Ort zu dieser Zeit Teil der Honschaft Heiliger im Kirchspiel Overath war.
Der Ort ist auf der Topographischen Aufnahme der Rheinlande von 1817 als Hasenberg verzeichnet. Die Preußische Uraufnahme von 1845 zeigt den Wohnplatz ebenfalls unter dem Namen Hasenberg. Ab der Preußischen Neuaufnahme von 1892 ist der Ort auf Messtischblättern regelmäßig als Hasenberg verzeichnet.
1822 lebten neun Menschen im als Hof kategorisierten Ort, der nach dem Zusammenbruch der napoleonischen Administration und deren Ablösung zur Bürgermeisterei Overath im Kreis Mülheim am Rhein gehörte. Für das Jahr 1830 werden für den als Hasenberg bezeichneten Ort neun Einwohner angegeben. Der 1845 laut der Uebersicht des Regierungs-Bezirks Cöln als isolirtes Haus kategorisierte Ort besaß zu dieser Zeit ein Wohngebäude mit elf Einwohnern, alle katholischen Bekenntnisses.
Die Liste Einwohner und Viehstand von 1848, die unter anderem der Steuererhebung diente, zählt in Hasenberg 11 Bewohner. Darunter die neunköpfige Familie des Ackerers Heinrich Hürholz, zu der sechs Kinder gehörte. Dazu kamen ein Pflegekind und eine Person Gesinde. Der Viehbestand: 1 Pferd, 3 Kühe, 1 Rind, 1 Kalb, 8 Schweine.
Die Gemeinde- und Gutbezirksstatistik der Rheinprovinz führt Hasenberg 1871 mit einem Wohnhaus und vier Einwohnern auf. Im Gemeindelexikon für die Provinz Rheinland von 1888 werden für Hasenberg ein Wohnhaus mit vier Einwohnern angegeben. 1895 besitzt der Ort ein Wohnhaus mit acht Einwohnern, 1905 werden ein Wohnhaus und acht Einwohner angegeben.
Um 1854 errichtete die Althonrather Bergwerks- und Hüttengesellschaft  in der Nähe die  Zeche Grubenkittel, die später an die Aggertaler Kupfer-Bergbaugesellschaft ging. 1885 entstand auf einem Grundstück der Overather Kirchengemeinde eine Erzwäsche.